# Alt-lite

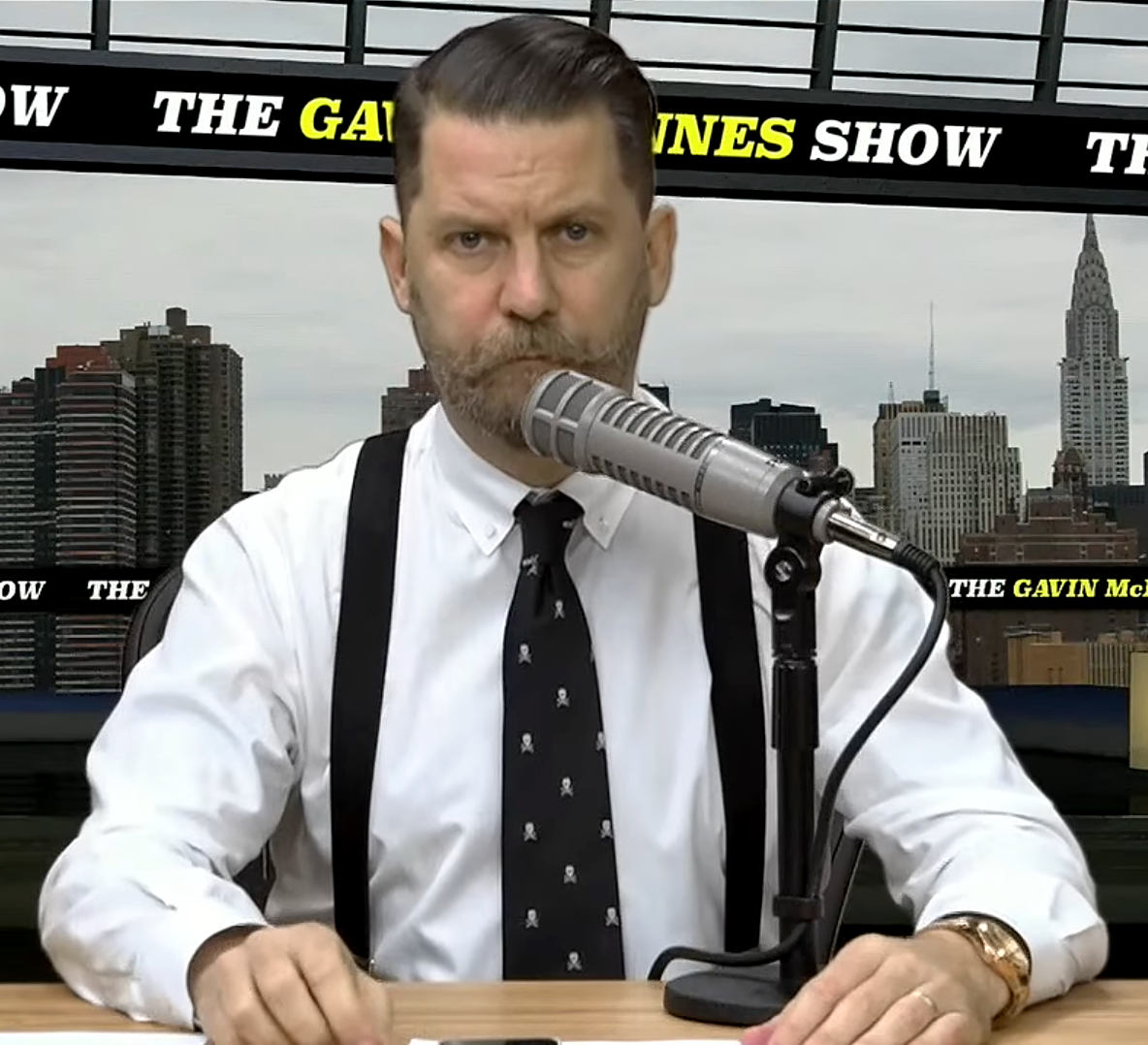
Gavin McInnes sur Plus fort avec Crowder

L’alt-lite (parfois orthographiée alt-light) est un terme flou désignant une mouvance politique américaine issue d'une fraction de l'alt-right. Elle se distingue principalement de cette dernière par la remise en cause voire le rejet du nationalisme blanc, élément central de la doctrine de Richard Spencer, chef de file de la droite alternative américaine.

## Idéologie
L'alt-lite se distingue historiquement de l'alt-right par le rejet de la doctrine de Richard Spencer, particulièrement du nationalisme blanc qu'il met en avant. Mais la fracture, qui se révèle en juin 2017 lorsque cette mouvance émerge, est plus profonde que ce seul désaccord. D'une manière générale, les personnes et médias se réclamant de l'alt-lite ne souhaitent pas être assimilés à l'extrême-droite et rejettent le terme de far-right pour les désigner. S'ils désavouent le nationalisme ethnique et le racialisme souvent associés à l'alt-right, ils partagent avec la droite alternative classique la critique de l'Islam, du politiquement correct, du féminisme, de l'assurance maladie américaine ainsi que le soutien à Donald Trump. L'attitude vis-à-vis des droits des personnes homosexuelles et de l'avortement varie selon les individus.